# Vacina tetravalente

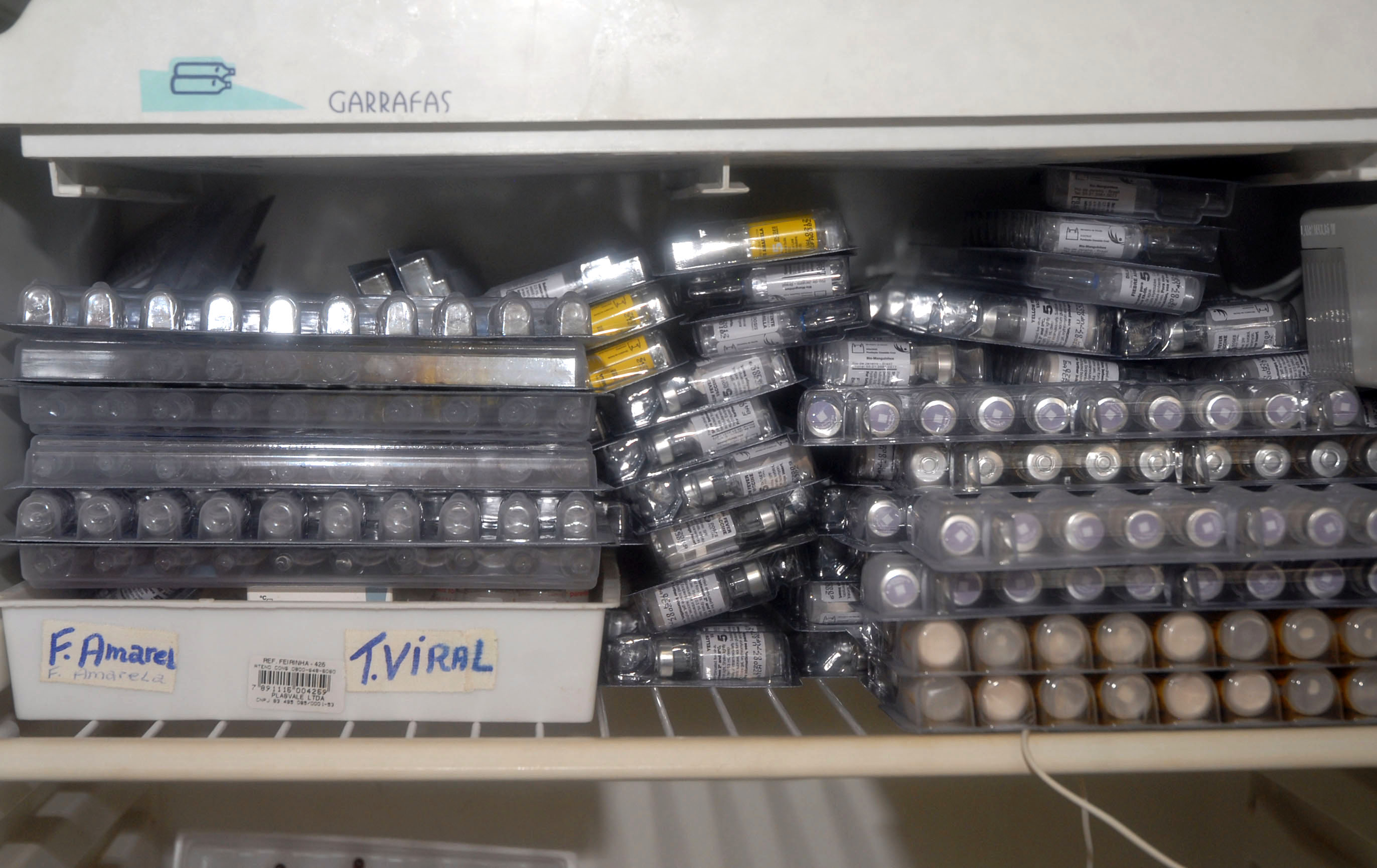
Em 2010 mais de 140 milhões doses de vacinas foram distribuídas entre postos de saúde pelo Brasil

A Vacina tetravalente bacteriana (DTP+Hib) é uma vacina obrigatória para menores de 1 ano em diversos países, recomendada pela OMS, e protege contra Difteria, Tétano, Coqueluche e Meningite causada por Haemophilus.
Deve ser tomada aos 2, 4 e 6 meses. Um reforço contra tétano, difteria e coqueluche (DTP - tríplice bacteriana), é necessário aos 15 meses uma dose de reforço e outro reforço igual é feito aos 4 e aos 6 anos. Depois pode ser tomado de 10 em 10 anos para reforçar a imunidade, especialmente para quem pretende engravidar ou após os 50 anos.

## Doenças que previne

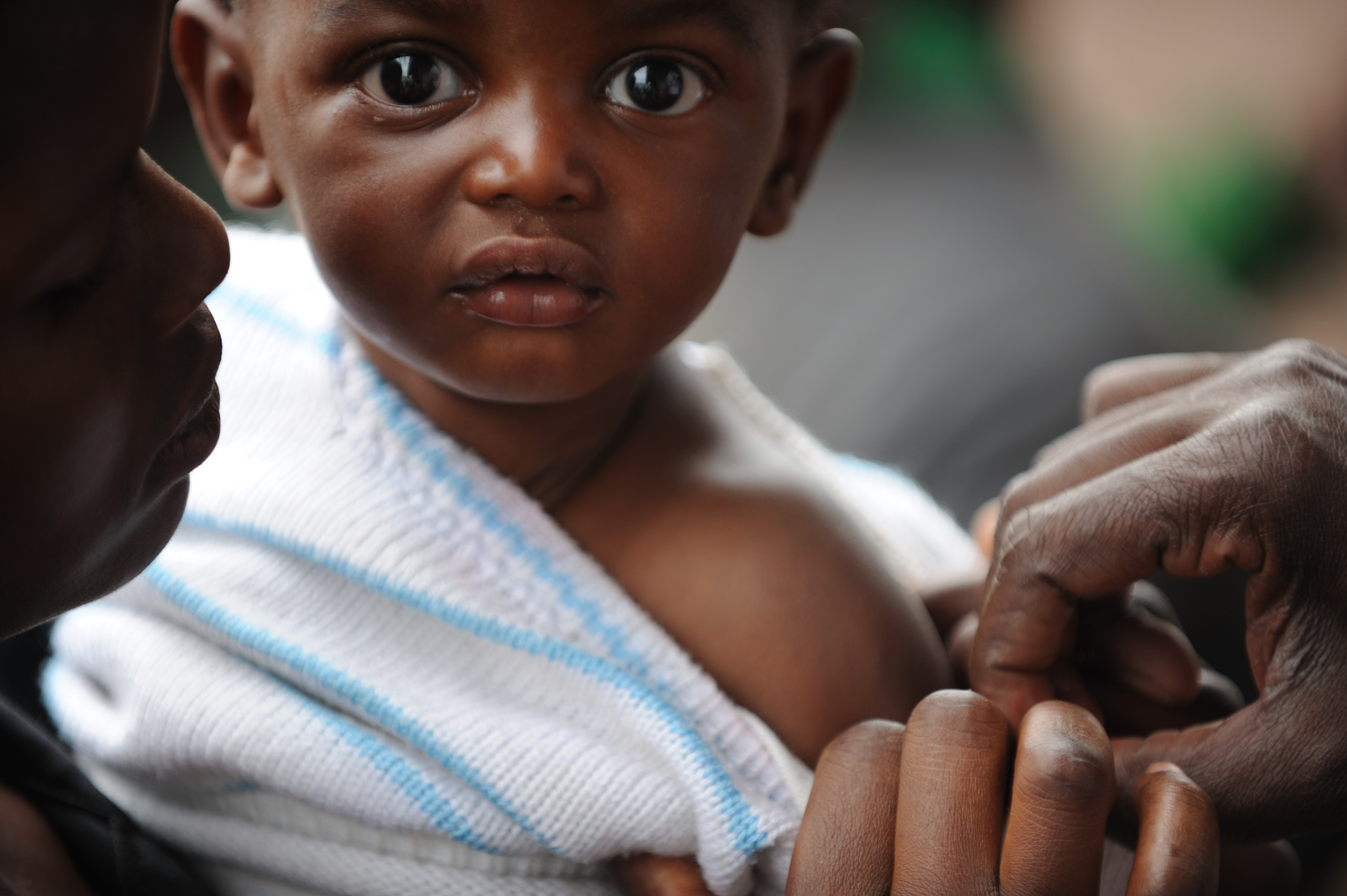
Sem tratamento adequado a mortalidade dessas doenças varia entre 10 e 60% em adultos e 20 a 80% entre crianças. Antes das vacinas elas costumavam matar milhões por ano.

As quatro doenças prevenidas pela vacinação adequada de DTP+Hib são:
- Difteria é causada por um bacilo, que produz uma substância tóxica, que atinge as amídalas e a faringe, onde provoca placas branco-acinzentadas. Essa placa pode causar obstrução total da garganta e levar à morte. É transmitida por meio de tosse ou espirro de uma pessoa para outra.[2]

- Tétano é uma infecção causada por uma toxina produzida pelo bacilo tetânico, que entra no organismo por meio de ferimentos ou lesões na pele (tétano acidental) ou pelo coto do cordão umbilical (tétano neonatal) e atinge o cérebro. Caracteriza-se por contrações e espasmos, dificuldade em engolir e rigidez no pescoço. Os espasmos impedem a respiração podendo levar à morte, especialmente de crianças e idosos.[2]

- Coqueluche é caracterizada por tosse seca comprida que danifica traqueia e brônquios. É transmitida pela saliva da pessoa contaminada. Mata principalmente crianças.[2]

- Haemophilus influenzae do tipo b é uma bactéria que causa um tipo de meningite (inflamação das membranas que envolvem o cérebro), além de sinusite e pneumonia. Tem início súbito causando febre alta, dor de cabeça intensa, náusea, vômito e rigidez da nuca. Muito grave e letal.[2]

Mesmo com as campanhas de vacinação internacional centenas de milhares de crianças ainda morrem dessas doenças todos os anos. É consenso entre os profissionais de saúde que a vacina é a estratégia mais eficiente contra essas doenças.

## Contra-indicações
A vacina tetravalente bacteriana (DTP + Hib) tradicional não deve ser administrada em indivíduos com reação anafilática após a aplicação da dose anterior da mesma ou de qualquer de seus componentes, especialmente os causados pela pertussis de células inteiras. Para estes casos pode-se usar vacinas alternativas, como DTPa (DTP acelular) ou a vacina dupla infantil (DT) dependendo do caso.

## Efeitos colaterais

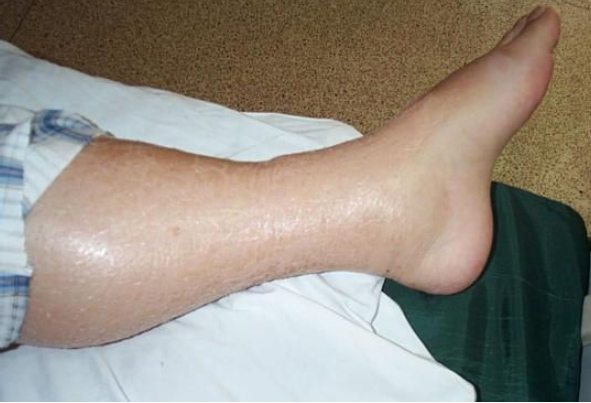
Perna com edema,.

A vacina é bem tolerada e causa poucos efeitos colaterais. Os efeitos colaterais mais comuns são :
- Dor
- Eritema (vermelhidão)
- Febre leve
- Edema (acúmulo de líquido)

Raramente causa eventos adversos mais graves como convulsão, choque circulatório ou encefalopatia. Quando ocorrem são nos primeiros dias após a vacina e só são fatais quando não tratados. Menos de 1000 vezes o risco de morrer em decorrência das doenças que a vacina previne.

## No Brasil
O Brasil é destaque mundial na fabricação de substâncias imunobiológicas, com legislação e condições favoráveis a preços baixos. Além de abastecerem o sistema público de saúde nacional, o excedente de vacinas tetravalente brasileiras são exportadas para até 71 países diferentes através de parcerias com a OMS, OPAS e UNICEF. Atualmente há a vacina pentavalente que inclui as da tetravalente somada a imunização contra o vírus da hepatite B. Estudos analisam a hipótese da criação de uma vacina tetravalente contra a dengue.

## Tetravalente viral
Existe também uma vacina voltada pra prevenir HPV (tipos 16, 18, 31 e 45) responsável por cânceres nas genitais tanto de homens e mulheres. No Brasil ela está disponível gratuitamente nos postos de saúdes para garotas de 11 à 13 anos. Também em clínicas particulares e custa cerca de 215-400 reais cada dose. São necessárias três doses da vacina para aumentar a eficiência para mais de 90%. Assim como outras vacinas virais, a segunda dose é tomada 30 após a aplicação da primeira e a terceira após seis meses.
Só de cânceres de útero causados por HPV são 20 mil novos casos por ano. Desses, 90% dos casos poderiam ser prevenidos caso a vacina estivesse disponível em postos de saúde para toda a população. Mais de 80% da população adulta sexualmente ativa possui algum tipo de HPV, mas 98-99% não apresentam sintomas.